# Tryfoniwka
Tryfoniwka (ukr. Трифонівка) – wieś na Ukrainie, w obwodzie chersońskim, w rejonie berysławskim. W 2001 liczyła 812 mieszkańców, spośród których 788 posługiwało się językiem ukraińskim, 13 rosyjskim, 5 mołdawskim, 1 białoruskim, 2 ormiańskim, a 3 innym.